# Tille
La Tille è un fiume della Francia che scorre nel dipartimento della Côte-d'Or. È un affluente alla riva destra della Saona.

## Comuni attraversati
Nel solo dipartimento della Côte-d'Or, la Tille attraversa ventisette comuni
- Côte-d'Or: Salives, Le Meix, Barjon, Avot, Cussey-les-Forges, Marey-sur-Tille, Villey-sur-Tille, Crécey-sur-Tille, Is-sur-Tille, Échevannes, Til-Châtel, Lux, Spoy, Beire-le-Chatel, Arceau, Arc-sur-Tille, Remilly-sur-Tille, Cessey-sur-Tille, Genlis, Labergement-Foigney, Beire-le-Fort, Longeault-Pluvault, Pluvet, Tréclun, Champdôtre, Pont e Les Maillys.

## Toponimia
Nonostante il nome, il comune di Marcilly-sur-Tille non è bagnato dalla Tille ma dall'Ignon.
Questa osservazione vale anche per Bressey-sur-Tille e Magny-sur-Tille: una volta i due comuni erano bagnati da una delle Tille ma oggi il fiume scorre un poco più a est, lasciandoli al di fuori del suo corso.

## Affluenti principali
- l'Ignon
- la Venelle
- la Norges
- il Crône
- l'Arnison

## Idrologia
Il modulo della Tille, osservato per 46 anni (dal 1963 al 2008), a Champdôtre, località molto vicina alla confluenza, è di 11,1 m3/s per una superficie di bacino di 1100 km2.
Il fiume presenta delle fluttuazioni stagionali di portata molto importanti, con piene invernali che mostrano la portata mensile media da 18,6 a 23,5 m3 da dicembre a marzo incluso (con un massimo in febbraio), e magre in estate, a luglio-agosto-settembre, comportanti un livello di portata media mensile fino a 1,98 m3 nel mese d'agosto.

## Storia
Il grosso dei lavori di prosciugamento la palude dei Tille ebbe inizio nel primo quarto del XVII secolo.  Si trattava di proteggere i villaggi da «un immenso impludamento, tagliato da una quindicina di corsi d'acqua violenti e pericolosi», e di assicurare « una comodità per il passaggio delle merci» verso Digione.
Lavori ancora più importanti furono eseguiti durante tutto il XVIII secolo, furono tagliati canali di evacuazione rettilinei, furono stabiliti degli argini, furono interrotti i corsi d'acqua con degli sbarramenti; il ramo orientale dei Tille si accaparrò a poco a poco il maggior volume d'acqua e prosciugò lentamente gli altri rami.
Si dovette attendere la prima metà del XIX secolo per vedere le paludi dei Tille scomparire progressivamente.